# Manhasset
Manhasset (Manhansick), pleme američkih Indijanaca porodice Algonquian s otoka Long Island u New Yorku. Manhasseti su bili naseljeni na otoku Shelter pred istočnom obalom Long Islanda kojeg su 1652. ili 1653. godine prodali za 1,600 funti šećera trgovcu šećerom s Barbadosa Nathanielu Sylvesteru. Ovaj se 1653. doselio na otok i oženio mladu rojalisticu Grissel koja je izbjegla pred Cromwellovim režimom.
Manhasseti su pripadali labavom plemenskom savezu Metoac, među čijim su poznatim saveznim plemenima bili Montauk i Shinnecock.